# ФК «Ротор» в сезоне 2024/2025
Сезон 2024/2025 стал для футбольного клуба «Ротор» восьмым в Первой лиге. По итогам сезона «Ротор» занял девятое место в чемпионате.

## Хронология сезона

#### 1 тур. «Шинник» — «Ротор» (14 июля 2024 года) — 0:1
«Ротор» успешно стартовал в новом сезоне Первой лиги, одержав минимальную победу в Ярославле. В стартовом составе волгоградцев дебютировали семь новичков, включая вратаря Никиту Чагрова.
На 14-й минуте Дмитрий Прищепа дальним ударом с левого фланга открыл счёт. До перерыва гости могли увеличить преимущество: Соколов и Морозов не реализовали выходы один на один с вратарём Митровым. Во втором тайме инициативой завладели хозяева. Чагров спас команду после ударов Жамалетдинова и Султонова, а «Ротор» сосредоточился на обороне и сумел удержать победный счёт.
2 тур. «Ротор» — «Торпедо» (24 июля 2024 года) — 1:1
В первом домашнем матче после возвращения в Первую лигу, который посетили 19 109 зрителей, «Ротор» сыграл вничью с московским «Торпедо»
На 18-й минуте бывший игрок волгоградцев Игорь Горбунов вывел гостей вперёд, реализовав выход один на один после передачи Шамкина. Хозяева могли сравнять счёт через минуту, но новичок команды Евгений Болотов не переиграл вратаря Бабурина. Во втором тайме «Ротор» перехватил инициативу. Тюрин попал в перекладину, а на 67-й минуте Болотов сравнял счёт красивым ударом после комбинации с участием Прищепы и Шумских.
Набрав 4 очка после двух туров, волгоградская команда заняла промежуточное шестое место в таблице.

#### 3 тур. «Ротор» — «Арсенал» (29 июля 2024 года) — 0:1
«Ротор» потерпел первое поражение в сезоне, уступив тульскому «Арсеналу» в домашнем матче, который посетили 18 250 зрителей. В стартовом составе хозяев Игорь Соколов заменил Юрия Завезёна, а в заявку попали новички команды — вратарь Батыр Умиров и полузащитник Дамир Таликин.
В первом тайме команды обменялись опасными моментами: Тюрин пробил неточно после подачи Соколова, а удар Азявина прошёл выше ворот. Хозяева потеряли из-за травмы Ивана Пяткина. Во втором тайме Сергей Ткачёв попал в штангу со штрафного, а Морозов не реализовал момент после навеса Тюрина. На 90-й минуте Никита Раздорских точным дальним ударом после углового принёс победу гостям.
После трёх туров «Ротор» с четырьмя очками расположился на восьмом месте в турнирной таблице.

#### 4 тур. «Нефтехимик» — «Ротор» (4 августа 2024 года) — 1:0
«Ротор» потерпел второе поражение подряд в чемпионате, уступив в Нижнекамске местному «Нефтехимику». Денис Бояринцев изменил схему на игру с тремя центральными защитниками, а в стартовом составе дебютировал новичок команды Дамир Таликин.
Хозяева открыли счёт уже на 3-й минуте — отличился Султан Джамилов после передачи Шильцова. На 32-й минуте волгоградцы потеряли из-за травмы Алексея Никитина, которого заменил Игорь Соколов. Во втором тайме гости усилили давление после двойной замены — выхода Тюрина и Шильникова. В концовке матча Михаил Мальцев мог сравнять счёт, но его удар пришёлся в перекладину.

#### 5 тур. «Тюмень» — «Ротор» (11 августа 2024 года) — 0:1
«Ротор» одержал вторую победу в сезоне, минимально обыграв «Тюмень» на выезде. В стартовом составе волгоградцев впервые появился Михаил Агеев, а Владислав Тюрин вернулся в основу.
Уже на 4-й минуте Дмитрий Прищепа открыл счёт дальним ударом после передачи Болотова. Это второй гол белорусского защитника в сезоне. Гости могли увеличить преимущество, но Камлашев не реализовал выход один на один, а удар Тюрина оказался неточным. Во втором тайме хозяева усилили давление, особенно после выхода экс-игроков «Ротора» Коротаева и Ткачука. В концовке матча Никита Чагров спас команду после выхода один на один Кирилла Косарева.

#### 6 тур. «Ротор» — «Балтика» (16 августа 2024 года) — 2:0
«Ротор» одержал первую домашнюю победу в сезоне, обыграв калининградскую «Балтику». Матч на «Волгоград Арене» посетили 22 118 зрителей.
В первом тайме Никита Чагров совершил важное спасение после опасного удара гостей. На 40-й минуте капитан «Ротора» Алексей Шумских открыл счёт, замкнув подачу Тюрина с углового. Из-за травмы был заменён новичок команды Тимур Касимов. Начало второго тайма осложнилось для хозяев удалением Михаила Мальцева на 48-й минуте. Несмотря на численное меньшинство, волгоградцы продолжали атаковать, а Чагров несколько раз спасал команду. На 90-й минуте Илья Кухарчук установил окончательный счёт, добив мяч после удара Шильникова в штангу.
«Ротор» набрал 10 очков и по итогам тура поднялся в верхнюю часть турнирной таблицы.
7 тур. «Родина» — «Ротор» (26 августа 2024 года) — 2:2
В матче на московской «Сапсан Арене» «Ротор» сыграл вничью с «Родиной», которую ранее тренировал нынешний наставник волгоградцев Денис Бояринцев.
Гости открыли счёт уже на 5-й минуте — Дамир Таликин поразил ворота дальним ударом с рикошетом после передачи Касимова. В конце первого тайма Александр Юшин сравнял счёт. В начале второго тайма Дмитрий Шадринцев вывел хозяев вперёд. «Ротор» усилил давление, создав несколько моментов после выхода на замену Ильи Кухарчука. В концовке матча Дмитрий Прищепа точно пробил со штрафного и установил окончательный счёт.
После семи туров «Ротор» набрал 11 очков, деля 5-6 места с «Нефтехимиком». Впервые в матче Первой лиги использовалась система ВАР.

#### 8 тур. «Ротор» — «Чайка» (2 сентября 2024 года) — 0:0
«Ротор» не сумел обыграть принципиального соперника в домашнем матче, который посетили 20 502 зрителя. Денис Бояринцев впервые выпустил в стартовом составе новичков команды — защитника Заурбека Плиева и нападающего Илью Кухарчука.
В первом тайме гости имели преимущество и создали несколько опасных моментов. Никита Чагров дважды спас команду после ударов экс-игрока «Ротора» Олега Николаева, а ещё один удар «Чайки» пришёлся в перекладину. У хозяев только Кухарчук отметился неопасным ударом головой. Во втором тайме игра стала ещё менее содержательной. Двойные замены не помогли волгоградцам переломить ход встречи. В концовке Иван Пяткин мог принести победу хозяевам, но его удар головой после штрафного прошёл мимо ворот.

#### 9 тур. «Урал» — «Ротор» (7 сентября 2024 года) — 1:1
«Ротор» сыграл вничью в гостевом матче с «Уралом». В стартовом составе волгоградцев против бывшего клуба вышел Михаил Агеев, а Плиев и Кухарчук остались в запасе.
Первый тайм прошёл без опасных моментов — хозяева владели мячом, но не могли пробить оборону гостей. После перерыва игра обострилась, Юрий Железнов дважды угрожал воротам Чагрова. На 63-й минуте вышедший на замену Владислав Морозов реализовал выход один на один с Араповым и вывел «Ротор» вперёд. Волгоградцы могли увеличить преимущество, но Камлашев не использовал верный момент в контратаке. В компенсированное время Мартин Секулич сравнял счёт.
После девяти туров «Ротор» с 13 очками закрепился в верхней части турнирной таблицы.

#### 10 тур. «Сочи» — «Ротор» (14 сентября 2024 года) — 0:0
«Ротор» добился нулевой ничьей в выездном матче против «Сочи», продлив серию до четырёх ничейных результатов подряд. Перед игрой команды разделяло одно очко: у хозяев было 14, у волгоградцев — 13.
В составе «Сочи» против бывшего клуба сыграли Олег Кожемякин и Илья Сафронов. Денис Бояринцев доверил место в старте Владиславу Морозову, отличившемуся в прошлом матче. Хозяева доминировали весь матч, но не смогли пробить оборону гостей. Самый опасный момент возник на 37-й минуте — Никита Чагров парировал удар головой Марсело Алвеса. Во втором тайме волгоградский вратарь продолжил выручать команду после ударов Писарского и других игроков «Сочи».
После десяти туров «Ротор» набрал 14 очков и закрепился в середине турнирной таблицы.

#### 11 тур. «Ротор» — «Черноморец» (20 сентября 2024 года) — 1:2
Встречу с новороссийским «Черноморцем» на «Волгоград Арене» посетили 18 463 зрителя.
Гости открыли счёт на 38-й минуте — после подачи со штрафного отличился Виталий Стежко. Волгоградцы смогли ответить в компенсированное время первого тайма: Андрей Семёнов в падении замкнул навес и сравнял счёт. Во втором тайме волгоградцы имели несколько возможностей выйти вперёд, но не реализовали их — особенно активен был Владислав Тюрин. На 82-й минуте Мераби Уридия завершил атаку гостей вторым голом.
«Ротор» уступив в этом матче, прервал шестиматчевую беспроигрышную серию.

#### Кубок России 2024/25. 2-й раунд (Путь регионов). «Волга» (Ульяновск) — «Ротор» (24 сентября 2024 года) — 1:1 (4:3 пен.)
«Ротор» выбыл из Кубка России, уступив в серии пенальти клубу Второй лиги. В стартовом составе волгоградцев появились редко играющие футболисты — вратарь Вадим Аверкиев, Кирилл Дудкин, Даниил Камлашев и Игорь Соколов.
На 26-й минуте капитан хозяев Дмитрий Каменщиков открыл счёт. После перерыва Денис Бояринцев произвёл тройную замену, и на 56-й минуте Михаил Агеев сравнял счёт, реализовав выход один на один после передачи Морозова. В серии пенальти вратарь «Волги» Денис Еремеев отразил удары Семёнова и Таликина, а решающий одиннадцатиметровый реализовал Роман Минаев — 4:3.
Поражение продлило безвыигрышную серию «Ротора» до шести матчей.

#### 12 тур. «Ротор» — «Алания» (30 сентября 2024 года) — 0:0
На домашней арене «Ротор» не сумел порадовать болельщиков победой в матче против владикавказской «Алании».
Стартовый состав команды практически не изменился после предыдущих туров. Место в воротах занял Вадим Аверкиев, для которого это был первый матч в Первой лиге в текущем сезоне. Отдельное внимание привлекла дуэль братьев Плиевых — Заурбек вышел за «Ротор», Константин — за «Аланию».
«Ротор» активно начал встречу: уже на 14-й минуте Агеев имел шанс открыть счёт, но пробил в голкипера. Гости ответили лишь одним острым моментом в первом тайме, в остальном действуя вторым номером. Самый реальный шанс был у Морозова, однако форвард не попал в створ, выйдя один на один с вратарём. Во втором тайме голевых моментов стало ещё меньше. Лучший момент у «Ротора» вновь остался нереализованным — Лаврищев не смог переиграть вратаря гостей Ростислава Солдатенко.
«Ротор» продлил безвыигрышную серию в чемпионате до шести матчей и опустился на восьмое место.

#### 13 тур. «Сокол» — «Ротор» (7 октября 2024 года) — 0:1
«Ротор» одержал важную выездную победу, обыграв в волжском дерби саратовский «Сокол» — 1:0. Это была первая победа волгоградцев в чемпионате после шести матчей без побед.
С первых минут в составе «Ротора» вышли сразу четыре бывших игрока «Сокола», включая Михаила Мальцева, который и стал автором единственного гола. На 26-й минуте он точным ударом со штрафного открыл счёт и впервые отличился за «Ротор» в официальном матче. Во втором тайме саратовцы попытались отыграться, но оборона гостей сыграла надёжно. Никита Чагров спас команду после опасного удара Максименко с рикошетом. Волжане могли удвоить преимущество, но Касимов и Морозов не реализовали выгодные моменты. Тем не менее, сине-голубые довели матч до победы.
«Ротор» набрал 18 очков, деля 7-8 места с московской «Родиной».
14 тур. «Ротор» — «СКА-Хабаровск» (13 октября 2024 года) — 1:1
На домашней арене при 15 369 зрителях «Ротор» сыграл вничью с «СКА-Хабаровском» — 1:1.
Обе команды острожно начали матч. На 29-й минуте волгоградцы открыли счёт — Михаил Мальцев замкнул передачу после розыгрыша в штрафной. Гости ответили буквально через три минуты: после углового Быков первым оказался на добивании и восстановил равенство. Во втором тайме игра осталась равной. Были полумоменты у Морозова и Шарля, но реальной угрозы воротам не возникло.
По итогам тура «Ротор» набрал 19 очков и занимает восьмое место в таблице.

#### 15 тур. «Ротор» — «КАМАЗ» (19 октября 2024 года) — 1:0
Почти 11 тысяч болельщиков смогли отпраздновать долгожданный успех «Ротора» на «Волгоград Арене» .
В стартовый состав вернулся бывший игрок гостей Дамир Таликин. Волгоградцы владели преимуществом, а самый опасный момент был у Тюрина — его удар отбил вратарь Купцов. После перерыва «КАМАЗ» тоже ответил опасной атакой, но Чагров спас команду. Ход игры изменили замены Дениса Бояринцева. Вышедшие на поле Камлашев и Кухарчук усилили давление, а на 87-й минуте Тюрин навесил с углового, Кухарчук головой скинул мяч на Дмитрия Лаврищева — и форвард с ходу поразил ворота гостей.
Тем самым волгоградцы одержали первую домашнюю победу за два месяца. «Ротор» набрал 22 очка и поднялся на седьмое место.

#### 16 тур. «Уфа» — «Ротор» (27 октября 2024 года) — 2:0
Денис Бояринцев перед матчем в Уфе провёл две рокировки в составе: вместо Касимова и Морозова вышли Камлашев и Агеев. Также с первых минут сыграл экс-игрок уфимцев Заурбек Плиев.
В первом тайме хозяева дважды были близки к голу: Анисимов пробил рядом со штангой, а Бочеров — в перекладину. «Ротор» в атаке ничем не запомнился. Во втором тайме вышли Касимов и Морозов, но игра «Ротора» не улучшилась. Под занавес встречи «Уфа» забила дважды: на 86-й минуте отличился Анисимов, а затем Ложкин завершил контратаку — 2:0.
Волгоградцы остались с 22 очками, занимая девятое место в таблице.

#### 17 тур. «Енисей» — «Ротор» (2 ноября 2024 года) — 2:0
Первый тайм гостевого матча «Ротора» в Красноярске прошёл без голов — обе команды действовали осторожно, а самый опасный момент возник у хозяев, когда Ломакин попал в штангу.
Во второй половине «Ротор» мог открыть счёт, но Мальцев пробил выше ворот. Вскоре красноярцы воспользовались ошибкой в обороне — Масловский поразил пустые ворота после прострела Окладникова. Волгоградцы пытались отыграться, но допускали много брака в передачах. В компенсированное время «Енисей» закрепил победу — Ломакин установил окончательный счёт.
Сине-голубые потерпели второе поражение подряд и опустились на десятое место в таблице по итогам тура.

#### 18 тур. «Ротор» — «Сочи» (24 ноября 2024 года) — 1:1
На фоне прохладной погоды и рабочей пятницы игру с южанами на «Волгоград Арене» посетили 9726 зрителей.
Первый тайм прошёл в невысоком темпе, и на 35-й минуте гости вышли вперёд — точным ударом отличился Кирилл Никитин. Волгоградцы были недовольны решением арбитра, считая, что перед голом имело место нарушение правил и возможный офсайд. Во второй половине игры «Ротор» заметно прибавил. Переломным моментом стала тройная замена от главного тренера Дениса Бояринцева: вышедшие на поле Дмитрий Лаврищев, Дамир Таликин и Тимур Касимов восстановили равновесие. На 78-й минуте Касимов в падении замкнул комбинацию после навеса Таликина и скидки Лаврищева.
«Ротор» прервал серию из двух поражений и остался в середине турнирной таблицы.

#### 19 тур. «Алания» — «Ротор» (16 ноября 2024 года) — 1:3
Денис Бояринцев в этом матче выпустил в стартовом составе Юрия Завезёна, Глеба Шильникова и Дмитрия Лаврищева, которые ранее не являлись ключевыми игроками команды. В обороне сыграл опытный Заурбек Плиев, в то время как в составе «Алании» в запасе остались Константин Плиев и бывший игрок «Ротора» Сергей Макаров.
В первом тайме «Ротор» забил три безответных мяча: отличились Тимур Касимов, Дмитрий Лаврищев и Михаил Мальцев. Голкипер Никита Чагров и оборона волгоградцев надёжно действовали против атак хозяев. Во втором тайме «Ротор» продолжал контролировать игру, а в концовке защитник «Алании» Алексей Татаев был удалён за грубый фол. В компенсированное время Алан Багаев забил гол престижа.
Эта победа стала для «Ротора» шестой в сезоне, команда набрала 26 очков и закрепилась в середине турнирной таблицы.

#### 20 тур. «Ротор» — «Нефтехимик» (24 ноября 2024 года) — 1:0
Домашний матч с командой из Татарстана собрал 8 684 зрителя. В честь Дня матери перед началом игры символический удар по мячу нанесла мама 18 детей.
Единственный гол был забит на 23-й минуте: Тимур Касимов замкнул прострел Евгения Болотова в штрафной. Для Касимова этот мяч стал третьим подряд в трёх матчах. В первом тайме «Ротор» владел инициативой и надёжно действовал в обороне, не позволяя гостям создавать опасные моменты. Во втором тайме хозяева могли увеличить преимущество, но не реализовали свои шансы. В концовке «Нефтехимик» активизировался, однако оборона волгоградцев сыграла надёжно и сохранила минимальное преимущество до финального свистка.
Победа стала для «Ротора» третьей домашней в сезоне. Команда набрала 29 очков и осталась на седьмом месте в турнирной таблице.

#### 21 тур. «Ротор» — «Шинник» (1 декабря 2024 года) — 1:1
Встречу на «Волгоград Арене» посетили 11 059 зрителей. Перед стартовым свистком память легендарного диктора стадиона Юрия Кушнарёва почтили минутой молчания, а игроки «Ротора» вышли на поле в футболках с его портретом.
В первом тайме хозяева владели инициативой и на 30-й минуте открыли счёт: после навеса Тимура Касимова и скидки Михаила Мальцева Дмитрий Лаврищев в одно касание отправил мяч в ворота. В концовке тайма «Шинник» мог сравнять, но Никита Чагров спас команду. Во втором тайме «Шинник» активизировался и на 58-й минуте Захар Фёдоров дальним ударом восстановил равновесие. «Ротор» имел шанс вновь выйти вперёд, но голкипер гостей справился с опасным ударом Андрея Семёнова. На 82-й минуте волгоградцы остались вдесятером из-за травмы Владислава Тюрина, все замены к тому моменту были исчерпаны. В концовке «Шинник» создал несколько опасных моментов, однако Чагров надёжно защищал ворота.
Итоговый счёт — 1:1. «Ротор» завершил первую часть сезона на 7-м месте с 30 очками.

#### 22 тур. «Ротор» — «Урал» (3 марта 2025 года) — 0:0
Встречу с «Уралом» на «Волгоград Арене» посетили 8602 зрителя. В стартовом составе хозяев вышли четыре новичка зимнего трансферного окна: защитник Александр Клещенко, нападающие Илья Сафронов и Максим Турищев, а также полузащитник и капитан Сергей Макаров.
В первом тайме команды обменялись опасными моментами: Сафронов не реализовал выход один на один, а у гостей бразилец Итало пробил головой мимо ворот. В дальнейшем «Урал» завладел территориальным преимуществом, но оборона «Ротора» действовала надёжно. Качество газона мешало развивать атаки обеим командам. Во втором тайме хозяева были ближе к успеху: Турищев и Болотов имели хорошие шансы, но не смогли переиграть вратаря гостей Александра Селихова. В концовке «Ротор» выглядел активнее, однако реализовать свои моменты не сумел. Матч завершился без голов.
По итогам тура «Ротор» остался на 7-м месте с 31 очком.

#### 23 тур. «Балтика» — «Ротор» (10 марта 2025 года) — 0:0
Игра прошла на «Ростех Арене» в Калининграде. По сравнению с прошлым матчем тренер Денис Бояринцев выпустил в стартовом составе капитана Алексея Шумских вместо Ильи Сафронова, перейдя на схему с тремя центральными защитниками.
В первом тайме «Балтика» владела инициативой, но до опасных моментов дело не доходило — волгоградцы грамотно оборонялись и не позволяли хозяевам создавать угрозу. Единственный удар в створ в концовке тайма отразил Никита Чагров. Во втором тайме «Ротор» провёл замену в защите, а Максим Турищев имел шанс открыть счёт, но пробил мимо. Вратарь Чагров несколько раз спасал команду после опасных атак хозяев, в том числе после удара Брайана Хиля и выстрела Варатынова со стандарта.
«Ротор» второй тур подряд сыграл в нулевую ничью, набрал 32 очка и остался на 7-м месте в таблице.

#### 24 тур. «Ротор» — «Сокол» (16 марта 2025 года) — 2:2
Встреча прошла в Калининграде на «Ростех Арене» из-за плохого состояния газона в Волгограде. Волгоградцы не могли рассчитывать на дисквалифицированных защитников Андрея Семёнова и Алексея Шумских.
Старт матча сложился неудачно для «Ротора»: уже на 5-й минуте после углового Заурбек Плиев срезал мяч в собственные ворота. На 30-й минуте саратовцы удвоили преимущество — после удара Кантарии в перекладину первым на добивании оказался Павел Забелин. Во втором тайме «Ротор» провёл тройную замену и постепенно перехватил инициативу. На 70-й минуте Дмитрий Лаврищев головой замкнул подачу Дмитрия Прищепы, сократив отставание. На 89-й минуте та же связка принесла успех: Лаврищев вновь отличился после навеса Прищепы, оформив дубль и сравняв счёт.
«Ротор» продлил беспроигрышную серию до семи матчей, набрав 33 очка и занимая 8-е место в таблице.

#### 25 тур. «СКА-Хабаровск» — «Ротор» (23 марта 2025 года) — 1:0
В стартовом составе волгоградцев появились вернувшиеся после дисквалификации Алексей Шумских и Андрей Семёнов, а в атаке сыграли Дмитрий Лаврищев и Максим Турищев. Не участвовал в матче Дмитрий Прищепа, вызванный в сборную Беларуси. У хозяев с первых минут вышел бывший игрок «Ротора» Рамазан Гаджимурадов.
Гости начали активно, но на 35-й минуте остались вдесятером после удаления Шумских за срыв атаки. «Ротор» был вынужден перестроиться, заменив Турищева на защитника Максима Швецова. Вратарь Никита Чагров несколько раз спас команду после ударов Камрана Алиева. Во втором тайме «СКА-Хабаровск» владел инициативой и на 84-й минуте забил победный гол: после подачи со стандарта отличился Юрий Журавлёв. Волгоградцы не смогли отыграться и прервали свою семиматчевую беспроигрышную серию.
По итогу встречи «Ротор» с 33 очками остался на 8-й позиции.

#### 26 тур. «Ротор» — «Родина» (30 марта 2025 года) — 0:1
Матч проходил на плохо подготовленном газоне. На 25-й минуте нападающий гостей Рейна нанёс дальний удар, мяч срикошетил от защитника «Ротора» Заурбека Плиева и влетел в ворота. В первом тайме «Родина» имела ещё несколько возможностей увеличить счёт. Во втором тайме «Ротор» не смог переломить ход игры, несмотря на замены, сделанные Денисом Бояринцевым. Единственный опасный момент хозяев — удар Владислава Морозова — не достиг цели. «Родина» доминировала и уверенно довела матч до победы.
Игра завершилась под недовольный свист 12 816 зрителей. Для «Ротора» это поражение стало вторым в пяти весенних матчах, где команда также трижды сыграла вничью.

#### 27 тур. «Торпедо» — «Ротор» (6 апреля 2025 года) — 0:1
Встреча прошла в снегопад на «Арене Химки» в Москве. Волгоградцы одержали неожиданную, но важную победу над фаворитом со счётом 1:0, прервав шестиматчевую безвыигрышную серию.
Первый тайм прошёл под контролем «Торпедо», однако без опасных моментов. Волгоградцы надёжно действовали в обороне и не позволяли сопернику взломать свою защиту. После перерыва игра изменилась: на 53-й минуте Михаил Мальцев открыл счёт дальним ударом — мяч скакнул перед вратарём Виталием Ботнарем и оказался в сетке. Этот гол оказался единственным в матче. Хозяева активизировались, устраивая финальный штурм, но попытки сравнять счёт успеха не принесли. Уверенно сыграл голкипер «Ротора» Никита Чагров, недавно продливший контракт с клубом до 2027 года.
Победа позволила волгоградской команде набрать 36 очков и остаться на 9-м месте.

#### 28 тур. «Черноморец» — «Ротор» (13 апреля 2025 года) — 1:1
Матч в Новороссийске начался с быстрого гола гостей: уже на 2-й минуте полузащитник «Ротора» Сергей Макаров открыл счёт мощным ударом после передачи Андрея Семёнова. До перерыва шла равная борьба, но команды не создавали по-настоящему голевых моментов. Волгоградцы уверенно контролировали игру, стараясь сохранить преимущество.
Во втором тайме «Ротор» мог удвоить счёт: на 50-й минуте Михаил Мальцев пробил в штангу после удара Прищепы и сэйва вратаря. А спустя 10 минут «Черноморец» отыгрался — после просмотра VAR был назначен пенальти за игру рукой Максима Швецова, и Руслан Акбашев реализовал 11-метровый удар. Хозяева могли выйти вперёд, но Никита Чагров спас «Ротор» после опасного удара Уридии. На 78-й минуте уже волгоградцы были близки к голу: Андрей Семёнов пробил головой с убойной позиции — вратарь «Черноморца» Солдатенко парировал. В компенсированное время хозяева забили второй мяч, но арбитр после видеопросмотра зафиксировал офсайд.
Матч завершился боевой ничьей 1:1. «Ротор» с 37 очками удержал 9-е место и продлил серию без поражений.

#### 29 тур. «Ротор» — «Тюмень» (20 апреля 2025 года) — 2:1
В 29-м туре «Ротор» принимал дома «Тюмень». Встречу посетили 14 907 зрителей, а началась она с минуты молчания в память о 16-летнем воспитаннике клуба Максиме Семенове.
Хозяева активно провели первый тайм и уже к перерыву вели 2:0. На 28-й минуте после удара Евгения Болотова мяч с рикошетом оказался в воротах, а гол был записан на Андрея Семёнова. На 42-й минуте Илья Сафронов удвоил преимущество волгоградцев, точно пробив после отскока. Во втором тайме «Тюмень» перехватила инициативу и на 83-й минуте сократила отставание благодаря голу экс-игрока «Ротора» Дениса Ткачука. Несмотря на давление со стороны гостей в концовке, «Ротор» сумел сохранить победный счёт.
В результате команда из Волгограда набрала 40 очков и поднялась на восьмое место в турнирной таблице.

#### 30 тур. «Арсенал» — «Ротор» (27 апреля 2025 года) — 1:1
«Ротор» на выезде играл с тульским «Арсеналом». На 7-й минуте гости открыли счёт: Илья Сафронов замкнул передачу Евгения Болотова, мяч отрикошетил от защитника и оказался в сетке. Однако уже на 18-й минуте Сергей Ткачев сравнял счёт после углового. В первом тайме обе команды имели хорошие моменты, а «Ротор» спас Дмитрий Прищепа, эффектно заблокировав удар с близкой дистанции. Во втором тайме Сафронов получил вторую жёлтую карточку, оставив волгоградцев вдесятером. «Арсенал» перешёл в наступление, но не смог реализовать численное преимущество. У «Ротора» был шанс на победу — Илья Кухарчук пробил опасно, но вратарь выручил хозяев.
По итогам матча «Ротор» набрал 41 очко, остался на 9-м месте и продлил беспроигрышную серию до четырёх матчей.

#### 31 тур. «Ротор» — «Енисей» (4 мая 2025 года) — 3:0
На глазах 19 027 зрителей «Ротор» уверенно обыграл «Енисей» в 31-м туре Первой лиги со счётом 3:0, одержав первую крупную победу в сезоне. Волгоградцы повели в счёте уже на 8-й минуте после гола Ильи Кухарчука, воспользовавшегося ошибкой вратаря. Во втором тайме Максим Турищев реализовал пенальти, забив свой первый мяч за клуб, а вскоре защитник Александр Клещенко замкнул угловой — 3:0. В концовке Турищев мог оформить дубль, но попал в штангу.
Победа позволила «Ротору» набрать 44 очка и подняться на 8-е место, опередив «Енисей».

#### 32 тур. «КАМАЗ» — «Ротор» (11 мая 2025 года) — 0:4
Перед началом встречи прошла акция «Бессмертный полк» в честь 80-летия Победы в Великой Отечественной войне — игроки и судьи почтили память героев, пронеся портреты своих предков.
«Ротор» открыл счёт на 19-й минуте после удачного розыгрыша углового — отличился защитник Александр Клещенко. Уже спустя пять минут Глеб Шильников реализовал выход один на один после передачи Турищева. На 31-й минуте сам Турищев довёл счёт до 3:0. Во втором тайме волгоградцы контролировали игру, а на 90-й минуте Дмитрий Лаврищев завершил разгром — 4:0. Эта победа стала самой крупной для «Ротора» в сезоне и второй подряд с крупным счётом. Команда набрала 47 очков и поднялась на 8-е место в турнирной таблице.

#### 33 тур. «Чайка» — «Ротор» (17 мая 2025 года) — 1:0
Счёт был открыт уже на 13-й минуте — после подачи углового от Никиты Малярова отличился Станислав Библик, воспользовавшись ошибкой вратаря волгоградцев Никиты Чагрова. «Ротор» потерял по ходу первого тайма двух ключевых защитников — Александра Клещенко и Заурбека Плиева, заменённых на Алексея Шумских и Илью Сафронова.
Несмотря на кадровые проблемы, гости активно атаковали. На 39-й минуте Максим Турищев пробивал по воротам, но мяч дважды был заблокирован. Во втором тайме «Ротор» продолжал давить, однако хозяева выстояли благодаря самоотверженной игре и надёжности голкипера Михаила Штепы. Гости могли спасти игру в концовке, но вновь подвела реализация. «Ротор» упустил шанс укрепиться в верхней части таблицы, но остался на 8-м месте с 47 очками.

#### 34 тур. «Ротор» — «Уфа» (24 мая 2025 года) — 0:2
В первом тайме «Ротор» имел инициативу и создал несколько опасных моментов, но не смог реализовать их. Во втором тайме «Уфа», выставившая экспериментальный состав, неожиданно вышла вперёд: на 69-й минуте Расул Гыстаров открыл счёт после паса экс-игрока «Ротора» Камиля Муллина. На 86-й минуте Владислав Адаев удвоил преимущество гостей, установив окончательный результат — 0:2.
Несмотря на поражение, волгоградский клуб успешно завершил сезон, заняв 9-е место с 47 очками в своем первом году после возвращения в Первую лигу. «Уфа» также сохранила прописку в дивизионе. Игра собрала 19 126 зрителей и стала одной из самых посещаемых за сезон в Волгограде.

## Основной состав
По состоянию на 19 мая 2025 года
| 1  | Флаг России   | Вр  | Вадим Аверкиев     | 1997 |  |  |  |  |  |
| 13 | Флаг России   | Вр  | Никита Чагров      | 1995 |  |  |  |  |  |
| 99 | Флаг России   | Вр  | Иван Литвенок      | 2002 |  |  |  |  |  |
|    |               |     |                    |      |  |  |  |  |  |
| 2  | Флаг России   | Защ | Андрей Семёнов     | 1992 |  |  |  |  |  |
| 5  | Флаг России   | Защ | Александр Клещенко | 1995 |  |  |  |  |  |
| 11 | Флаг Беларуси | Защ | Максим Швецов      | 1998 |  |  |  |  |  |
| 12 | Флаг России   | Защ | Павел Котов        | 1995 |  |  |  |  |  |
| 17 | Флаг Беларуси | Защ | Дмитрий Прищепа    | 2001 |  |  |  |  |  |
| 27 | Флаг России   | Защ | Глеб Шильников     | 2003 |  |  |  |  |  |
| 28 | Флаг России   | Защ | Заурбек Плиев      | 1991 |  |  |  |  |  |
| 77 | Флаг России   | Защ | Алексей Шумских    | 1990 |  |  |  |  |  |
| 21 | Флаг России   | Защ | Кирилл Дудкин      | 2003 |  |  |  |  |  |
|    |               |     |                    |      |  |  |  |  |  |

| 6  | Флаг России | ПЗ  | Дамир Таликин     | 2000 |  |  |  |  |  |
| 10 | Флаг России | ПЗ  | Илья Сафронов     | 1998 |  |  |  |  |  |
| 18 | Флаг России | ПЗ  | Юрий Завезён      | 1995 |  |  |  |  |  |
| 19 | Флаг России | ПЗ  | Евгений Болотов   | 2001 |  |  |  |  |  |
| 24 | Флаг России | ПЗ  | Владислав Тюрин   | 2000 |  |  |  |  |  |
| 31 | Флаг России | ПЗ  | Иван Сутугин      | 2003 |  |  |  |  |  |
| 48 | Флаг России | ПЗ  | Михаил Мальцев    | 2001 |  |  |  |  |  |
| 57 | Флаг России | ПЗ  | Сергей Макаров    | 1996 |  |  |  |  |  |
| 63 | Флаг России | ПЗ  | Тимур Касимов     | 2002 |  |  |  |  |  |
| 7  | Флаг России | ПЗ  | Кирилл Дударин    | 2005 |  |  |  |  |  |
| 97 | Флаг России | ПЗ  | Никита Плотников  | 2003 |  |  |  |  |  |
| 44 | Флаг России | ПЗ  | Игорь Соколов     | 2002 |  |  |  |  |  |
| 90 | Флаг России | ПЗ  | Илья Кухарчук     | 1990 |  |  |  |  |  |
|    |             |     |                   |      |  |  |  |  |  |
| 9  | Флаг России | Нап | Максим Турищев    | 2001 |  |  |  |  |  |
| 15 | Флаг России | Нап | Дмитрий Лаврищев  | 1998 |  |  |  |  |  |
| 23 | Флаг России | Нап | Владислав Морозов | 2001 |  |  |  |  |  |

## Трансферы

### Лето 2024

#### Пришли в клуб
| Позиция                  | Игрок             | Прежний клуб | Сумма компенсации |
| ------------------------ | ----------------- | ------------ | ----------------- |
| Вратарь                  | Иван Литвенок     | Зенит Пенза  | Возврат из аренды |
| Правый защитник          | Андрей Семёнов    | Шинник       | Свободный агент   |
| Правый защитник          | Кирилл Дудкин     | Тюмень       | Свободный агент   |
| Левый защитник           | Павел Котов       | Нефтехимик   | Свободный агент   |
| Левый защитник           | Заурбек Плиев     | Сокол        | Свободный агент   |
| Центральный защитник     | Максим Швецов     | Динамо Минск | Свободный агент   |
| Левый полузащитник       | Владислав Тюрин   | Сибирь       | Свободный агент   |
| Центральный полузащитник | Дамир Таликин     | КАМАЗ        | Свободный агент   |
| Опорный полузащитник     | Евгений Болотов   | Тюмень       | Свободный агент   |
| Опорный полузащитник     | Никита Плотников  | Краснодар-2  | Аренда            |
| Атакующий полузащитник   | Михаил Мальцев    | Родина       | Аренда            |
| Правый вингер            | Игорь Соколов     | Строгино     | 30 тыс. €         |
| Правый вингер            | Илья Кухарчук     | Пари НН      | Аренда            |
| Левый вингер             | Тимур Касимов     | Химки        | Аренда            |
| Центральный нападающий   | Владислав Морозов | Сокол        | Свободный агент   |

#### Ушли из клуба
| Позиция                  | Игрок                | Новый клуб     | Сумма компенсации               |
| ------------------------ | -------------------- | -------------- | ------------------------------- |
| Правый вингер            | Илья Сафронов        | Сочи           | Свободный агент                 |
| Центральный защитник     | Сергей Зуйков        | Волгарь        | Свободный агент                 |
| Правый защитник          | Данил Пелих          | Чайка          | Свободный агент                 |
| Атакующий полузащитник   | Ризван Ахмедханов    | Машук-КМВ      | Свободный агент                 |
| Центральный нападающий   | Руслан Болов         | Жетысу         | Свободный агент                 |
| Опорный полузащитник     | Иван Шмаков          | Сибирь         | Свободный агент                 |
| Вратарь                  | Николай Нелюбов      | Носта          | Свободный агент                 |
| Центральный нападающий   | Евгений Мухин        | Авангард Курск | Аренда                          |
| Центральный защитник     | Кирилл Донцов        | Зенит-2        | Аренда                          |
| Центральный полузащитник | Филипп Дворецков     | —              | Без клуба                       |
| Атакующий полузащитник   | Алексей Усанов       | —              | Без клуба                       |
| Атакующий полузащитник   | Павел Трифонов       | Ротор-2        | Переведён                       |
| Правый вингер            | Рамазан Гаджимурадов | Урал           | Окончание аренды (30 июня 2024) |
| Левый вингер             | Даниил Арсентьев     | Урал-2         | Окончание аренды (30 июня 2024) |
| Левый защитник           | Ярослав Крашевский   | Спартак-2      | Окончание аренды (30 июня 2024) |

### Зима 2025

#### Пришли в клуб
| Позиция                  | Игрок                 | Прежний клуб   | Сумма компенсации               |
| ------------------------ | --------------------- | -------------- | ------------------------------- |
| Опорный полузащитник     | Сергей Макаров        | Алания         | Свободный агент                 |
| Центральный защитник     | Александр Клещенко    | Родина         | Свободный агент                 |
| Центральный нападающий   | Максим Турищев        | Арсенал Тула   | Свободный агент                 |
| Правый вингер            | Илья Сафронов         | Сочи           | Свободный агент                 |
| Атакующий полузащитник   | Иван Сутугин          | Пари НН        | Аренда                          |
| Левый вингер             | Кирилл Дударин        | ЦСКА-2         | Аренда                          |
| Центральный нападающий   | Евгений Мухин         | Авангард Курск | Окончание аренды (20 янв. 2025) |
| Центральный защитник     | Кирилл Донцов         | Зенит-2        | Окончание аренды (31 дек. 2024) |
| Вратарь                  | Иван Литвенок         | Зенит Пенза    | Окончание аренды (07 окт. 2024) |
| Центральный полузащитник | Константин Колесников | Рязань         | Окончание аренды (31 дек. 2024) |
| Правый защитник          | Алексей Погудин       | Рязань         | Окончание аренды (31 дек. 2024) |

#### Ушли из клуба
| Позиция                  | Игрок                 | Новый клуб       | Сумма компенсации               |
| ------------------------ | --------------------- | ---------------- | ------------------------------- |
| Центральный нападающий   | Михаил Агеев          | Металлург Липецк | Свободный агент                 |
| Центральный защитник     | Кирилл Донцов         | Металлург Липецк | Свободный агент                 |
| Левый полузащитник       | Даниил Камлашев       | Сатурн           | Свободный агент                 |
| Центральный нападающий   | Евгений Мухин         | Сатурн           | Свободный агент                 |
| Центральный защитник     | Алексей Никитин       | —                | Без клуба                       |
| Центральный полузащитник | Константин Колесников | Ротор-2          | Переведён                       |
| Правый защитник          | Алексей Погудин       | Ротор-2          | Переведён                       |
| Опорный полузащитник     | Иван Пяткин           | Спартак-2        | Окончание аренды (20 янв. 2025) |

## Первая лига

### Турнирная таблица
| Поз | Команда | И  | В  | Н  | П  | МЗ | МП | РМ  | О  |
| --- | ------- | -- | -- | -- | -- | -- | -- | --- | -- |
| 7   | Родина  | 34 | 13 | 11 | 10 | 41 | 31 | +10 | 50 |
| 8   | Енисей  | 34 | 14 | 7  | 13 | 36 | 39 | −3  | 49 |
| 9   | Ротор   | 34 | 11 | 14 | 9  | 32 | 26 | +6  | 47 |
| 10  | Арсенал | 34 | 8  | 17 | 9  | 25 | 30 | −5  | 41 |
| 11  | КАМАЗ   | 34 | 10 | 8  | 16 | 31 | 35 | −4  | 38 |

Пункт 3.5. В случае равенства очков в Соревновании у 2 (двух) Команд их места в текущей и итоговой турнирной таблице Соревнования определяются по следующим показателям последовательно в указанном порядке:
1) число набранных очков в Матчах между собой;
2) разность забитых и пропущенных мячей в Матчах между собой;
3) по наибольшему числу мячей, забитых в гостевых Матчах между собой;
4) по наибольшему числу побед во всех Матчах;
5) по лучшей разности забитых и пропущенных мячей во всех Матчах;
6) по наибольшему числу забитых мячей во всех Матчах;
7) по наибольшему числу побед во всех гостевых Матчах;
8) по наибольшему числу мячей, забитых во всех гостевых Матчах;
9) по меньшему количеству дисциплинарных очков с учётом только жёлтых и красных карточек, полученных игроками Команды в Матчах Соревнования (красная карточка = 3 очка, жёлтая карточка = 1 очко, удаление за две жёлтые карточки в одном матче = 3 очка);
10) по жребию.
Пункт 3.5.1. В случае равенства очков в Соревновании у 3 (трех) и более Команд, которые сыграли между собой равное количество Матчей, их места в текущей и итоговой турнирной таблице Соревнования определяются по следующим показателям последовательно в указанном порядке:
1) число набранных очков в Матчах между собой;
2) число побед в Матчах между собой;
3) разность забитых и пропущенных мячей в Матчах между собой;
4) число забитых мячей в Матчах между собой;
5) по наибольшему числу мячей, забитых в гостевых Матчах между собой;
6) по наибольшему числу побед во всех Матчах;
7) по лучшей разности забитых и пропущенных мячей во всех Матчах;
8) по наибольшему числу забитых мячей во всех Матчах;
9) по наибольшему числу побед во всех гостевых Матчах;
10) по наибольшему числу мячей, забитых во всех гостевых Матчах;
11) по меньшему количеству дисциплинарных очков с учётом только жёлтых и красных карточек, полученных игроками Команды в Матчах Соревнования (красная карточка = 3 очка, жёлтая карточка = 1 очко, удаление за 2 (две) жёлтые карточки в одном матче = 3 очка);
12) по жребию.
Пункт 3.5.2. В случае равенства очков в Соревновании у 3 (трех) и более Команд, которые сыграли между собой разное количество Матчей, их места в текущей турнирной таблице Соревнования определяются по следующим показателям последовательно в указанном порядке:
1) по наибольшему числу побед во всех Матчах;
2) по лучшей разности забитых и пропущенных мячей во всех Матчах;
3) по наибольшему числу забитых мячей во всех Матчах;
4) по наибольшему числу побед во всех гостевых Матчах;
5) по наибольшему числу мячей, забитых во всех гостевых Матчах;
6) по жребию.
Пункт 3.5.3. В случае, когда по одному из критериев в указанной последовательности (в п.п. 3.5.1 и 3.5.2 настоящего Регламента) одна/несколько из Команд имеет(ют) худший показатель, она(и) занимает(ют) наиболее низкую позицию в таблице относительно данных рассматриваемых Команд, а в случае, когда одна/несколько из Команд имеет(ют) лучший показатель, она(они) занимает(ют) наиболее высокую позицию в таблице относительно данных рассматриваемых Команд. Применение критериев для дальнейшего определения мест между оставшимися из указанных Команд или несколькими командами с одинаковым худшим/лучшим показателем начинается сначала до тех пор, пока все Команды в таком порядке не будут распределены в таблице.

1. ↑  Очки в личных встречах: «КАМАЗ» — 6, «Нефтехимик» — 5, «Чайка» — 4.

### Результаты турнира
| Тур   | 01 | 02 | 03 | 04 | 05 | 06 | 07 | 08 | 09 | 10 | 11 | 12 | 13 | 14 | 15 | 16 | 17 | 18 | 19 | 20 | 21 | 22 | 23 | 24 | 25 | 26 | 27 | 28 | 29 | 30 | 31 | 32 | 33 | 34 |
| ----- | -- | -- | -- | -- | -- | -- | -- | -- | -- | -- | -- | -- | -- | -- | -- | -- | -- | -- | -- | -- | -- | -- | -- | -- | -- | -- | -- | -- | -- | -- | -- | -- | -- | -- |
| Поле  | В  | Д  | Д  | В  | В  | Д  | В  | Д  | В  | В  | Д  | Д  | В  | Д  | Д  | В  | В  | Д  | В  | Д  | Д  | Д  | В  | Д  | В  | Д  | В  | В  | Д  | В  | Д  | В  | В  | Д  |
| Итог  | В  | Н  | П  | П  | В  | В  | Н  | Н  | Н  | Н  | П  | Н  | В  | Н  | В  | П  | П  | Н  | В  | В  | Н  | Н  | Н  | Н  | П  | П  | В  | Н  | В  | Н  | В  | В  | П  | П  |
| Место | 5  | 6  | 8  | 11 | 10 | 5  | 6  | 8  | 8  | 8  | 10 | 12 | 7  | 8  | 7  | 9  | 10 | 11 | 8  | 7  | 7  | 7  | 7  | 8  | 9  | 9  | 9  | 9  | 8  | 9  | 8  | 8  | 8  | 9  |

Источник: 

Поле: Д = дома; В = на выезде. Итог: Н = ничья; П = команда проиграла; В = команда выиграла; О = матч отложен.

### Статистика игроков
По состоянию на 26 мая 2025 года
| Позиция      | №  | Игрок              | Гражданство       | Дата рождения    | Матчи | Голы | Ассисты | ЖК | КК | Очков за матч | Минуты |
| ------------ | -- | ------------------ | ----------------- | ---------------- | ----- | ---- | ------- | -- | -- | ------------- | ------ |
| Вратарь      | 13 | Никита Чагров      | Россия            | 24 апреля 1995   | 33    | -    | -       | 2  | -  | 1,39          | 2970   |
| Защитник     | 28 | Андрей Семёнов     | Россия            | 8 июня 1992      | 33    | 2    | 1       | 7  | -  | 1,39          | 2889   |
| Защитник     | 3  | Максим Швецов      | Беларусь          | 2 апреля 1998    | 27    | -    | -       | 4  | -  | 1,48          | 2311   |
| Защитник     | 5  | Алексей Шумских    | Россия            | 1 июля 1990      | 29    | 1    | 1       | 6  | 1  | 1,41          | 2311   |
| Защитник     | 12 | Дмитрий Прищепа    | Беларусь          | 21 июня 2001     | 27    | 3    | 4       | 6  | -  | 1,22          | 2223   |
| Полузащитник | 19 | Никита Плотников   | Россия            | 23 июня 2003     | 33    | -    | -       | 5  | -  | 1,42          | 2221   |
| Полузащитник | 24 | Михаил Мальцев     | Россия            | 14 февраля 2001  | 32    | 4    | 5       | 3  | 1  | 1,41          | 2068   |
| Полузащитник | 57 | Евгений Болотов    | Россия            | 4 июня 2001      | 31    | 1    | 4       | 8  | -  | 1,29          | 2023   |
| Защитник     | 27 | Заурбек Плиев      | Россия/ Казахстан | 27 сентября 1991 | 26    | -    | -       | 3  | -  | 1,31          | 1997   |
| Полузащитник | 18 | Владислав Тюрин    | Россия            | 18 апреля 2000   | 22    | -    | 1       | 2  | -  | 1,36          | 1478   |
| Полузащитник | 31 | Тимур Касимов      | Россия            | 12 декабря 2002  | 22    | 3    | 2       | 3  | -  | 1,45          | 1191   |
| Нападающий   | 9  | Владислав Морозов  | Россия            | 30 июля 2001     | 21    | 1    | -       | 1  | -  | 1,29          | 1140   |
| Полузащитник | 97 | Дамир Таликин      | Россия            | 17 февраля 2000  | 23    | 1    | -       | -  | -  | 1,26          | 966    |
| Полузащитник | 21 | Сергей Макаров     | Россия            | 3 октября 1996   | 13    | 1    | 1       | 1  | -  | 1,31          | 933    |
| Защитник     | 11 | Александр Клещенко | Россия            | 2 ноября 1995    | 11    | 2    | -       | -  | -  | 1,45          | 923    |
| Защитник     | 17 | Глеб Шильников     | Россия            | 28 августа 2003  | 20    | 1    | -       | 1  | -  | 1,65          | 787    |
| Нападающий   |    | Михаил Агеев       | Россия            | 22 апреля 2000   | 16    | -    | 1       | 1  | -  | 1,31          | 717    |
| Полузащитник | 44 | Илья Кухарчук      | Россия            | 2 августа 1990   | 20    | 2    | 1       | 1  | -  | 1,60          | 707    |
| Нападающий   | 90 | Максим Турищев     | Россия            | 5 марта 2002     | 13    | 2    | 1       | -  | -  | 1,31          | 669    |
| Нападающий   | 23 | Дмитрий Лаврищев   | Россия            | 23 декабря 1998  | 18    | 6    | 1       | 1  | -  | 1,39          | 641    |
| Полузащитник | 6  | Юрий Завезён       | Россия            | 28 января 1996   | 21    | -    | -       | 3  | -  | 1,76          | 639    |
| Полузащитник | 7  | Илья Сафронов      | Россия            | 26 августа 1998  | 10    | 2    | -       | 2  | 1  | 1,30          | 573    |
| Полузащитник | 10 | Игорь Соколов      | Россия            | 13 мая 2002      | 15    | -    | 1       | 1  | -  | 1,40          | 419    |
| Полузащитник |    | Иван Пяткин        | Россия            | 24 февраля 2004  | 10    | -    | -       | 1  | -  | 1,40          | 319    |
| Полузащитник |    | Даниил Камлашев    | Россия            | 11 сентября 2002 | 5     | -    | -       | -  | -  | 2,00          | 165    |
| Вратарь      | 1  | Вадим Аверкиев     | Россия            | 1 июня 1997      | 1     | -    | -       | -  | -  | 1,00          | 90     |
| Защитник     |    | Алексей Никитин    | Россия            | 27 января 1992   | 2     | -    | -       | -  | -  | 0,00          | 43     |
| Полузащитник | 48 | Иван Сутугин       | Россия            | 15 сентября 2003 | 2     | -    | -       | -  | -  | 0,00          | 33     |
| Защитник     | 2  | Кирилл Дудкин      | Россия            | 11 июня 2003     | 2     | -    | -       | -  | -  | 0,50          | 24     |
| Нападающий   |    | Евгений Мухин      | Россия            | 15 мая 2003      | 1     | -    | -       | -  | -  | 0,00          | 24     |
| Полузащитник |    | Алексей Усанов     | Россия            | 14 января 2001   | 1     | -    | -       | -  | -  | 1,00          | 16     |
| Полузащитник |    | Артём Луцев        | Россия            | 8 июня 2006      | 1     | -    | -       | -  | -  | 1,00          | 1      |

#### Матчи
| 14 июля 2024 (воскресенье) 1 тур | Шинник | 0:1 (0:1)                                          | Ротор               | Ярославль                                                      |
| 16:00 MSK |        | протокол матча (ФНЛ) запись матча видеообзор матча | Дмитрий Прищепа 14′ | Стадион: «Шинник» Зрителей: 2682 Судья: Инал Танашев (Нальчик) |
| Ротор: 13. Никита Чагров; 5. Алексей Шумских; 28. Андрей Семёнов; 3. Максим Швецов; 12. Дмитрий Прищепа 14′; 57. Евгений Болотов 73' (19. Никита Плотников 73'); 18. Владислав Тюрин 78' (78. Глеб Шильников 78'); 24. Михаил Мальцев 61' (6. Юрий Завезён 61'); 10. Игорь Соколов 61' (7. Даниил Камлашев 61'); 9. Владислав Морозов 31' 73' (63. Михаил Агеев 73'); 8. Иван Пяткин; Запасные: 1. Вадим Аверкиев, 80. Кирилл Донцов, 11. Алексей Усанов, 78. Евгений Мухин. Главный тренер: Денис Бояринцев |        |                                                    |                     |                                                                |

| 22 июля 2024 (понедельник) 2 тур | Ротор               | 1:1 (0:1)                             | Торпедо            | Волгоград                                                                          |
| 18:00 MSK | Евгений Болотов 66′ | протокол матча (ФНЛ) видеообзор матча | Игорь Горбунов 17′ | Стадион: «Волгоград Арена» Зрителей: 19109 Судья: Ранэль Зияков (Набережные Челны) |
| Ротор: 13. Никита Чагров; 5. Алексей Шумских; 28. Андрей Семёнов; 3. Максим Швецов; 12. Дмитрий Прищепа; 6. Юрий Завезён 45' 46' (19. Никита Плотников 46' 77' (17. Глеб Шильников 77')); 57. Евгений Болотов 66′ 74' (11. Алексей Усанов 74'); 18. Владислав Тюрин; 24. Михаил Мальцев; 8. Иван Пяткин 63' (10. Игорь Соколов 63'); 9. Владислав Морозов 63' (63. Михаил Агеев 63'); Запасные: 1. Вадим Аверкиев, 80. Кирилл Донцов, 7. Даниил Камлашев, 78. Евгений Мухин. Главный тренер: Денис Бояринцев |                     |                                       |                    |                                                                                    |

| 29 июля 2024 (понедельник) 3 тур | Ротор | 0:1 (0:0)                             | Арсенал               | Волгоград                                                                  |
| 20:30 MSK |       | протокол матча (ФНЛ) видеообзор матча | Никита Раздорских 90′ | Стадион: «Волгоград Арена» Зрителей: 18250 Судья: Роман Галимов (Улан-Удэ) |
| Ротор: 13. Никита Чагров 90'; 5. Алексей Шумских; 28. Андрей Семёнов; 3. Максим Швецов; 12. Дмитрий Прищепа; 57. Евгений Болотов 50' ; 18. Владислав Тюрин 78' (4. Алексей Никитин 78'); 24. Михаил Мальцев 68' (6. Юрий Завезён 68'); 10. Игорь Соколов 46' (97. Дамир Таликин 46'); 8. Иван Пяткин 25' (19. Никита Плотников 25'); 9. Владислав Морозов 68' (63. Михаил Агеев 68'); Запасные: 16. Батыр Умиров, 1. Вадим Аверкиев, 80. Кирилл Донцов, 17. Глеб Шильников, 11. Алексей Усанов, 7. Даниил Камлашев, 78. Евгений Мухин. Главный тренер: Денис Бояринцев |       |                                       |                       |                                                                            |

| 4 августа 2024 (воскресенье) 4 тур | Нефтехимик         | 1:0 (1:0)                                          | Ротор | Нижнекамск                                                       |
| 18:00 MSK | Султан Джамилов 3′ | протокол матча (ФНЛ) запись матча видеообзор матча |       | Стадион: «Нефтехимик» Зрителей: 1872 Судья: Вера Опейкина (Сочи) |
| Ротор: 13. Никита Чагров; 5. Алексей Шумских 66' (78. Евгений Мухин 66'); 4. Алексей Никитин 31' (10. Игорь Соколов 31'); 28. Андрей Семёнов; 3. Максим Швецов 10'; 12. Дмитрий Прищепа; 57. Евгений Болотов; 24. Михаил Мальцев 46' (97. Дамир Таликин 46'); 18. Владислав Тюрин 90' 46' (19. Никита Плотников 46'); 17. Глеб Шильников 46'; 9. Владислав Морозов 66' (63. Михаил Агеев 66'); Запасные: 1. Вадим Аверкиев, 11. Алексей Усанов, 7. Даниил Камлашев, 95. Артём Лутцев. Главный тренер: Денис Бояринцев |                    |                                                    |       |                                                                  |

| 11 августа 2024 (воскресенье) 5 тур | Тюмень | 0:1 (0:1)                             | Ротор              | Тюмень                                                         |
| 15:00 MSK |        | протокол матча (ФНЛ) видеообзор матча | Дмитрий Прищепа 3′ | Стадион: «Геолог» Зрителей: 4100 Судья: Игорь Захаров (Казань) |
| Ротор: 13. Никита Чагров; 5. Алексей Шумских; 28. Андрей Семёнов 90'; 3. Максим Швецов; 12. Дмитрий Прищепа 3′; 57. Евгений Болотов 79' (6. Юрий Завезён 79'); 18. Владислав Тюрин 19' 60' (19. Никита Плотников 60'); 24. Михаил Мальцев; 7. Даниил Камлашев 46' (31. Тимур Касимов 74' 46'); 9. Владислав Морозов 60' (63. Михаил Агеев 60'); 44. Илья Кухарчук 60'. Запасные: 1. Вадим Аверкиев, 11. Алексей Усанов, 10. Игорь Соколов, 97. Дамир Таликин, 95. Артём Лутцев, 78. Евгений Мухин. Главный тренер: Денис Бояринцев |        |                                       |                    |                                                                |

| 16 августа 2024 (пятница) 6 тур | Ротор                                   | 2:0 (1:0)                                          | Балтика | Волгоград                                                                      |
| 19:30 MSK | Алексей Шумских 39′ · Илья Кухарчук 90′ | протокол матча (ФНЛ) запись матча видеообзор матча |         | Стадион: «Волгоград Арена» Зрителей: 22118 Судья: Артур Фёдоров (Петрозаводск) |
| Ротор: 13. Никита Чагров; 5. Алексей Шумских 39′; 28. Андрей Семёнов; 3. Максим Швецов; 12. Дмитрий Прищепа; 57. Евгений Болотов 45' 58' (6. Юрий Завезён 58'); 97. Дамир Таликин 58'; 18. Владислав Тюрин 72' (44. Илья Кухарчук 90′ 72'); 24. Михаил Мальцев ; 31. Тимур Касимов 41' (17. Глеб Шильников 90' 41'); 19. Никита Плотников 37' 58' (63. Михаил Агеев 58'). Запасные: 1. Вадим Аверкиев, 11. Алексей Усанов, 7. Даниил Камлашев, 10. Игорь Соколов, 95. Артём Лутцев, 9. Владислав Морозов, 78. Евгений Мухин. Главный тренер: Денис Бояринцев |                                         |                                                    |         |                                                                                |

| 26 августа 2024 (понедельник) 7 тур | Родина                                     | 2:2 (1:1)                             | Ротор                                  | Москва                                                             |
| 19:30 MSK | Александр Юшин 45′ · Дмитрий Шадринцев 49′ | протокол матча (ФНЛ) видеообзор матча | Михаил Агеев 32′ · Дмитрий Прищепа 83′ | Стадион: «Сапсан Арена» Зрителей: 1459 Судья: Вера Опейкина (Сочи) |
| Ротор: 13. Никита Чагров; 5. Алексей Шумских 53' (27. Заурбек Плиев 54'); 28. Андрей Семёнов 72' (19. Никита Плотников 72'); 6. Юрий Завезён 90'; 3. Максим Швецов; 12. Дмитрий Прищепа 45' 83′; 57. Евгений Болотов; 18. Владислав Тюрин 54' (31. Тимур Касимов 66'); 97. Дамир Таликин 5'; 63. Михаил Агеев 32′ 32' 46' (44. Илья Кухарчук 46'); 9. Владислав Морозов. Запасные: 1. Вадим Аверкиев, 4. Алексей Никитин, 2. Кирилл Дудкин, 7. Даниил Камлашев, 10. Игорь Соколов, 8. Иван Пяткин, 17. Глеб Шильников 72'. Главный тренер: Денис Бояринцев |                                            |                                       |                                        |                                                                    |

| 2 сентября 2024 (понедельник) 8 тур | Ротор | 0:0 (0:0)                             | Чайка | Волгоград                                                                                |
| 19:30 MSK |       | протокол матча (ФНЛ) видеообзор матча |       | Стадион: «Волгоград Арена» Зрителей: 20502 Судья: Константин Аверьянов (Санкт-Петербург) |
| Ротор: 13. Никита Чагров; 5. Алексей Шумских; 27. Заурбек Плиев 65'; 18. Владислав Тюрин 65'; 28. Андрей Семёнов; 3. Максим Швецов 71'; 12. Дмитрий Прищепа 58' (95. Артём Лутцев 58'); 57. Евгений Болотов 65' (8. Иван Пяткин 65'); 6. Юрий Завезён 65' (97. Дамир Таликин 65'); 31. Тимур Касимов 59' (44. Илья Кухарчук 59'); 63. Михаил Агеев 59' (9. Владислав Морозов 59'). Запасные: 1. Вадим Аверкиев, 4. Алексей Никитин, 2. Кирилл Дудкин, 7. Даниил Камлашев, 10. Игорь Соколов. Главный тренер: Денис Бояринцев |       |                                       |       |                                                                                          |

| 7 сентября 2024 (суббота) 9 тур | Урал               | 1:1 (0:0)                             | Ротор                 | Екатеринбург                                                                    |
| 11:30 MSK | Мартин Секулич 93′ | протокол матча (ФНЛ) видеообзор матча | Владислав Морозов 63′ | Стадион: «Екатеринбург Арена» Зрителей: 10142 Судья: Юрий Карпов (Петрозаводск) |
| Ротор: 13. Никита Чагров; 5. Алексей Шумских; 28. Андрей Семёнов; 3. Максим Швецов; 12. Дмитрий Прищепа; 57. Евгений Болотов 69' (31. Тимур Касимов 69'); 6. Юрий Завезён 69' (7. Даниил Камлашев 69'); 18. Владислав Тюрин 59' (63. Михаил Агеев 59'); 9. Владислав Морозов 63′ 59' (44. Илья Кухарчук 59' 90'); 24. Михаил Мальцев 79' 54' (27. Заурбек Плиев 79'); 19. Никита Плотников. Запасные: 1. Вадим Аверкиев, 4. Алексей Никитин, 2. Кирилл Дудкин, 10. Игорь Соколов, 97. Дамир Таликин, 8. Иван Пяткин. Главный тренер: Денис Бояринцев |                    |                                       |                       |                                                                                 |

| 14 сентября 2024 (суббота) 10 тур | Сочи | 0:0 (0:0)                                          | Ротор | Сочи                                                        |
| 19:00 MSK |      | протокол матча (ФНЛ) запись матча видеообзор матча |       | Стадион: «Фишт» Зрителей: 4377 Судья: Антон Фролов (Москва) |
| Ротор: 13. Никита Чагров; 5. Алексей Шумских; 27. Заурбек Плиев; 28. Андрей Семёнов; 12. Дмитрий Прищепа 65' (18. Владислав Тюрин 65'); 44. Илья Кухарчук 58' (24. Михаил Мальцев 58'); 10. Игорь Соколов 70'; 97. Дамир Таликин 70'; 57. Евгений Болотов 70'; 31. Тимур Касимов 80'; 6. Юрий Завезён 80'; 19. Никита Плотников 80'; 2. Кирилл Дудкин 80'; 9. Владислав Морозов. Запасные: 1. Вадим Аверкиев, 4. Алексей Никитин, 3. Максим Швецов, 8. Иван Пяткин, 63. Михаил Агеев. Главный тренер: Денис Бояринцев |      |                                                    |       |                                                             |

| 20 сентября 2024 (пятница) 11 тур | Ротор              | 1:2 (1:1)                                          | Черноморец                             | Волгоград                                                                |
| 19:30 MSK | Андрей Семёнов 45′ | протокол матча (ФНЛ) запись матча видеообзор матча | Виталий Стежко 38′ · Мераби Уридия 82′ | Стадион: «Волгоград Арена» Зрителей: 18463 Судья: Игорь Захаров (Казань) |
| Ротор: 13. Никита Чагров; 5. Алексей Шумских; 27. Заурбек Плиев; 28. Андрей Семёнов 45′; 12. Дмитрий Прищепа 17' (3. Максим Швецов 17'); 18. Владислав Тюрин; 24. Михаил Мальцев 77' (2. Кирилл Дудкин 77'); 57. Евгений Болотов 77' (9. Владислав Морозов 77'); 31. Тимур Касимов 62' (97. Дамир Таликин 62'); 44. Илья Кухарчук 62' (6. Юрий Завезён 62'); 19. Никита Плотников 60' 77' (63. Михаил Агеев 77'). Запасные: 1. Вадим Аверкиев, 4. Алексей Никитин, 7. Даниил Камлашев, 8. Иван Пяткин, 10. Игорь Соколов. Главный тренер: Денис Бояринцев |                    |                                                    |                                        |                                                                          |

| 30 сентября 2024 (понедельник) 12 тур | Ротор | 0:0 (0:0)                             | Алания | Волгоград                                                                          |
| 19:30 MSK |       | протокол матча (ФНЛ) видеообзор матча |        | Стадион: «Волгоград Арена» Зрителей: 15407 Судья: Ранэль Зияков (Набережные Челны) |
| Ротор: 1. Вадим Аверкиев; 5. Алексей Шумских 76'; 27. Заурбек Плиев; 28. Андрей Семёнов 89'; 3. Максим Швецов; 18. Владислав Тюрин; 24. Михаил Мальцев 68' (6. Юрий Завезён 68'); 57. Евгений Болотов 90' 68' (10. Игорь Соколов 68'); 31. Тимур Касимов 68' (97. Дамир Таликин 68'); 19. Никита Плотников 76' (8. Иван Пяткин 76'); 63. Михаил Агеев 61' (44. Илья Кухарчук 61'); 9. Владислав Морозов 76' (23. Дмитрий Лаврищев 76'). Запасные: 13. Никита Чагров, 12. Дмитрий Прищепа 90', 2. Кирилл Дудкин, 6. Юрий Завезён, 7. Даниил Камлашев, 97. Дамир Таликин, 95. Артём Лутцев. Главный тренер: Денис Бояринцев |       |                                       |        |                                                                                    |

| 7 октября 2024 (понедельник) 13 тур | Сокол | 0:1 (0:1)                             | Ротор              | Саратов                                                                   |
| 19:45 MSK |       | протокол матча (ФНЛ) видеообзор матча | Михаил Мальцев 27′ | Стадион: «Локомотив» Зрителей: 3670 Судья: Евгений Галимов (Екатеринбург) |
| Ротор: 13. Никита Чагров; 5. Алексей Шумских; 27. Заурбек Плиев; 28. Андрей Семёнов; 3. Максим Швецов; 18. Владислав Тюрин; 24. Михаил Мальцев 27′ 85' (10. Игорь Соколов 85'); 31. Тимур Касимов 33' 78' (6. Юрий Завезён 78'); 19. Никита Плотников 78' (8. Иван Пяткин 78'); 63. Михаил Агеев 72' (23. Дмитрий Лаврищев 72'); 9. Владислав Морозов 85' (97. Дамир Таликин 85'). Запасные: 99. Иван Литвенок, 2. Кирилл Дудкин, 57. Евгений Болотов, 7. Даниил Камлашев, 95. Артём Лутцев Главный тренер: Денис Бояринцев |       |                                       |                    |                                                                           |

| 13 октября 2024 (воскресенье) 14 тур | Ротор              | 1:1 (1:1)                                          | СКА-Хабаровск   | Волгоград                                                                    |
| 17:00 MSK | Михаил Мальцев 29′ | протокол матча (ФНЛ) запись матча видеообзор матча | Артём Быков 32′ | Стадион: «Волгоград Арена» Зрителей: 15369 Судья: Антон Анопа (Благовещенск) |
| Ротор: 13. Никита Чагров; 5. Алексей Шумских; 27. Заурбек Плиев; 28. Андрей Семёнов; 3. Максим Швецов; 18. Владислав Тюрин; 24. Михаил Мальцев 29′ 69' (8. Иван Пяткин 69' 90'); 31. Тимур Касимов 61' (97. Дамир Таликин 61'); 19. Никита Плотников 60' 77' (57. Евгений Болотов 77'); 63. Михаил Агеев 61' (44. Илья Кухарчук 61'); 9. Владислав Морозов 69' (23. Дмитрий Лаврищев 69'). Запасные: 99. Иван Литвенок, 2. Кирилл Дудкин, 6. Юрий Завезён, 7. Даниил Камлашев, 10. Игорь Соколов, 95. Артём Лутцев Главный тренер: Денис Бояринцев |                    |                                                    |                 |                                                                              |

| 19 октября 2024 (суббота) 15 тур | Ротор                | 1:0 (0:0)                                          | КАМАЗ | Волгоград                                                                |
| 17:00 MSK | Дмитрий Лаврищев 86′ | протокол матча (ФНЛ) запись матча видеообзор матча |       | Стадион: «Волгоград Арена» Зрителей: 10721 Судья: Инал Танашев (Нальчик) |
| Ротор: 13. Никита Чагров; 5. Алексей Шумских; 27. Заурбек Плиев; 28. Андрей Семёнов; 3. Максим Швецов; 18. Владислав Тюрин; 24. Михаил Мальцев 65' (7. Даниил Камлашев 65'); 31. Тимур Касимов 46' (44. Илья Кухарчук 46'); 97. Дамир Таликин 65' (23. Дмитрий Лаврищев 65' 86′); 19. Никита Плотников 71' (8. Иван Пяткин 71'); 9. Владислав Морозов 77' (23. Дмитрий Лаврищев 77' 86′). Запасные: 99. Иван Литвенок, 12. Дмитрий Прищепа, 2. Кирилл Дудкин, 6. Юрий Завезён, 10. Игорь Соколов, 63. Михаил Агеев Главный тренер: Денис Бояринцев |                      |                                                    |       |                                                                          |

| 27 октября 2024 (воскресенье) 16 тур | Уфа                                        | 2:0 (0:0)                                          | Ротор | Уфа                                                                  |
| 13:00 MSK | Андрей Анисимов 86′ · Владислав Ложкин 90′ | протокол матча (ФНЛ) запись матча видеообзор матча |       | Стадион: «Нефтяник» Зрителей: 1080 Судья: Алексей Лапатухин (Москва) |
| Ротор: 13. Никита Чагров; 5. Алексей Шумских; 27. Заурбек Плиев 72'; 28. Андрей Семёнов; 3. Максим Швецов; 18. Владислав Тюрин 77' (10. Игорь Соколов 77'); 24. Михаил Мальцев 53' 67' (12. Дмитрий Прищепа 67'); 7. Даниил Камлашев 46' (31. Тимур Касимов 46'); 97. Дамир Таликин 59' (57. Евгений Болотов 59'); 19. Никита Плотников; 63. Михаил Агеев 46' (9. Владислав Морозов 46'); Запасные: 99. Иван Литвенок, 2. Кирилл Дудкин, 17. Глеб Шильников, 6. Юрий Завезён, 8. Иван Пяткин, 23. Дмитрий Лаврищев. Главный тренер: Денис Бояринцев |                                            |                                                    |       |                                                                      |

| 2 ноября 2024 (суббота) 17 тур | Енисей                                          | 2:0 (0:0)                                          | Ротор | Красноярск                                                                     |
| 14:00 MSK | Александр Масловский 53′, Александр Ломакин 94′ | протокол матча (ФНЛ) запись матча видеообзор матча |       | Стадион: «Футбол-Арена Енисей» Зрителей: 2793 Судья: Герман Коваленко (Казань) |
| Ротор: 13. Никита Чагров; 5. Алексей Шумских; 27. Заурбек Плиев; 28. Андрей Семёнов; 12. Дмитрий Прищепа; 57. Евгений Болотов; 18. Владислав Тюрин 72' (10. Игорь Соколов 72'); 24. Михаил Мальцев 60' (31. Тимур Касимов 60'); 8. Иван Пяткин 35' (19. Никита Плотников 35'); 63. Михаил Агеев 72' (97. Дамир Таликин 72'); 9. Владислав Морозов 60' (23. Дмитрий Лаврищев 60'); Запасные: 99. Иван Литвенок, 3. Максим Швецов, 2. Кирилл Дудкин, 6. Юрий Завезён, 7. Даниил Камлашев, 95. Артём Лутцев. Главный тренер: Денис Бояринцев |                                                 |                                                    |       |                                                                                |

| 8 ноября 2024 (пятница) 18 тур | Ротор             | 1:1 (0:1)                                          | Сочи               | Волгоград                                                                      |
| 19:00 MSK | Тимур Касимов 78′ | протокол матча (ФНЛ) запись матча видеообзор матча | Кирилл Никитин 35′ | Стадион: «Волгоград Арена» Зрителей: 9726 Судья: Александр Машлякевич (Москва) |
| Ротор: 13. Никита Чагров; 5. Алексей Шумских 79'; 27. Заурбек Плиев; 28. Андрей Семёнов 21'; 12. Дмитрий Прищепа; 57. Евгений Болотов 58' (8. Иван Пяткин 58'); 97. Дамир Таликин 58' (89. Владислав Лазарев 58'); 18. Владислав Тюрин; 24. Михаил Мальцев 58' (31. Тимур Касимов 58' 78′ 78'); 23. Дмитрий Лаврищев 58' (10. Игорь Соколов 58'); 9. Владислав Морозов 69' (6. Юрий Завезён 69'); 19. Никита Плотников 69' (17. Глеб Шильников 69'); Запасные: 99. Иван Литвенок, 3. Максим Швецов, 2. Кирилл Дудкин, 77. Павел Котов, 7. Даниил Камлашев, 95. Артём Лутцев. Главный тренер: Денис Бояринцев |                   |                                                    |                    |                                                                                |

| 16 ноября 2024 (суббота) 19 тур | Алания          | 1:3 (0:3)                                          | Ротор                                                         | Грозный                                                                                                  |
| 15:00 MSK | Алан Багаев 92′ | протокол матча (ФНЛ) запись матча видеообзор матча | Тимур Касимов 10′ · Дмитрий Лаврищев 17′ · Михаил Мальцев 34′ | Стадион: «Стадион имени Султана Билимханова» Зрителей: 523 Судья: Константин Аверьянов (Санкт-Петербург) |
| Ротор: 13. Никита Чагров; 5. Алексей Шумских; 27. Заурбек Плиев; 3. Андрей Семёнов; 38. Максим Швецов; 17. Глеб Шильников; 6. Юрий Завезён 60' (97. Дамир Таликин 60'); 57. Евгений Болотов; 24. Михаил Мальцев 34′ 78' (10. Игорь Соколов 78'); 31. Тимур Касимов 10′ 78' (19. Никита Плотников 78'); 23. Дмитрий Лаврищев 17′ 60' (9. Владислав Морозов 60'); 63. Михаил Агеев 71'; Запасные: 99. Иван Литвенок, 2. Кирилл Дудкин, 77. Павел Котов, 18. Владислав Тюрин, 7. Даниил Камлашев Главный тренер: Денис Бояринцев |                 |                                                    |                                                               | |

| 24 ноября 2024 (воскресенье) 20 тур | Ротор             | 1:0 (1:0)                                          | Нефтехимик | Волгоград                                                                |
| 15:00 MSK | Тимур Касимов 22′ | протокол матча (ФНЛ) запись матча видеообзор матча |            | Стадион: «Волгоград Арена» Зрителей: 8684 Судья: Владимир Фалов (Москва) |
| Ротор: 13. Никита Чагров; 5. Алексей Шумских; 27. Заурбек Плиев; 28. Андрей Семёнов; 3. Максим Швецов; 17. Глеб Шильников 63' (19. Никита Плотников 63'); 6. Юрий Завезён 63' (18. Владислав Тюрин 63'); 57. Евгений Болотов 20'; 24. Михаил Мальцев 71' (97. Дамир Таликин 71'); 31. Тимур Касимов 22′ 71' (10. Игорь Соколов 71'); 23. Дмитрий Лаврищев 80' (44. Илья Курачук 80'); Запасные: 99. Иван Литвенок, 12. Дмитрий Прищепа, 2. Кирилл Дудкин, 77. Павел Котов, 7. Даниил Камлашев, 8. Иван Пяткин, 63. Михаил Агеев Главный тренер: Денис Бояринцев |                   |                                                    |            |                                                                          |

| 1 декабря 2024 (воскресенье) 21 тур | Ротор                | 1:1 (1:0)                                          | Шинник            | Волгоград                                                                        |
| 15:00 MSK | Дмитрий Лаврищев 30′ | протокол матча (ФНЛ) запись матча видеообзор матча | Захар Фёдоров 58′ | Стадион: «Волгоград Арена» Зрителей: 11059 Судья: Евгений Галимов (Екатеринбург) |
| Ротор: 13. Никита Чагров; 5. Алексей Шумских; 27. Заурбек Плиев; 28. Андрей Семёнов; 3. Максим Швецов; 6. Юрий Завезён 72'; 24. Михаил Мальцев 66' (12. Дмитрий Прищепа 66'); 10. Игорь Соколов 41' 46' (18. Владислав Тюрин 46'); 31. Тимур Касимов 61' (44. Илья Кухарчук 61'); 19. Никита Плотников 66' (8. Иван Пяткин 66'); 23. Дмитрий Лаврищев 30′ 53' 61' (9. Владислав Морозов 61'); Запасные: 99. Иван Литвенок, 2. Кирилл Дудкин, 17. Глеб Шильников, 77. Павел Котов, 7. Даниил Камлашев, 97. Дамир Таликин, 63. Михаил Агеев Главный тренер: Денис Бояринцев |                      |                                                    |                   |                                                                                  |

| 3 марта 2025 (понедельник) 22 тур | Ротор | 0:0 (0:0)                                          | Урал | Волгоград                                                               |
| 19:30 MSK |       | протокол матча (ФНЛ) запись матча видеообзор матча |      | Стадион: «Волгоград Арена» Зрителей: 8602 Судья: Инал Танашев (Нальчик) |
| Ротор: 13. Никита Чагров;27. Заурбек Плиев;28. Андрей Семёнов;11. Александр Клещенко;12. Дмитрий Прищепа;21. Сергей Макаров 62' (44. Илья Кухарчук 62');7. Илья Сафронов 41' 61' (31. Тимур Касимов 61');57. Евгений Болотов;24. Михаил Мальцев 13' 61' (17. Глеб Шильников 61');90. Максим Турищев 71' (23. Дмитрий Лаврищев 71'); Запасные: 1. Вадим Аверкиев, 5. Алексей Шумских, 3. Максим Швецов, 6. Юрий Завезён, 18. Владислав Тюрин, 97. Дамир Таликин, 48. Иван Сутугин Главный тренер: Денис Бояринцев |       |                                                    |      |                                                                         |

| 10 марта 2025 (понедельник) 23 тур | Балтика | 0:0 (0:0)                                          | Ротор | Калининград                                                           |
| 20:00 MSK |         | протокол матча (ФНЛ) запись матча видеообзор матча |       | Стадион: «Ростех Арена» Зрителей: 9975 Судья: Михаил Черемных (Пермь) |
| Ротор: 13. Никита Чагров;38. Алексей Шумских 38' 46' (3. Максим Швецов 46');5. Заурбек Плиев 5';78. Андрей Семёнов 78';11. Александр Клещенко;12. Дмитрий Прищепа;71. Сергей Макаров 71' (7. Илья Сафронов 71' 82');57. Евгений Болотов;61. Михаил Мальцев 61' (31. Тимур Касимов 61');61. Максим Турищев 61' (44. Илья Кухарчук 61');19. Никита Плотников; Запасные: 1. Вадим Аверкиев, 17. Глеб Шильников, 6. Юрий Завезён, 18. Владислав Тюрин, 97. Дамир Таликин, 48. Иван Сутугин, 23. Дмитрий Лаврищев Главный тренер: Денис Бояринцев |         |                                                    |       |                                                                       |

| 16 марта 2025 (воскресенье) 24 тур | Ротор                     | 2:2 (0:2)                                          | Сокол                                       | Калининград                                                        |
| 15:00 MSK | Дмитрий Лаврищев 70′, 89′ | протокол матча (ФНЛ) запись матча видеообзор матча | Заурбек Плиев 5′ (авт.) · Павел Забелин 30′ | Стадион: «Ростех Арена» Зрителей: 778 Судья: Антон Фролов (Москва) |
| Ротор: 13. Никита Чагров; 27. Заурбек Плиев 5′ (авт.); 11. Александр Клещенко; 3. Максим Швецов; 12. Дмитрий Прищепа; 21. Сергей Макаров; 7. Илья Сафронов 46' (17. Глеб Шильников 46'); 57. Евгений Болотов 46' (23. Дмитрий Лаврищев 46' 70′ 89′); 24. Михаил Мальцев 46' (97. Дамир Таликин 46'); 19. Никита Плотников 69' (6. Юрий Завезён 69'); 90. Максим Турищев 64' (31. Тимур Касимов 64'); Запасные: 1. Вадим Аверкиев, 2. Кирилл Дудкин, 18. Владислав Тюрин, 10. Игорь Соколов, 48. Иван Сутугин, 44. Илья Кухарчук, 63. Кирилл Дударин Главный тренер: Денис Бояринцев |                           |                                                    |                                             |                                                                    |

| 23 марта 2025 (воскресенье) 25 тур | СКА-Хабаровск     | 1:0 (0:0)                                          | Ротор | Хабаровск                                                                              |
| 08:00 MSK | Юрий Журавлёв 84′ | протокол матча (ФНЛ) запись матча видеообзор матча |       | Стадион: «Стадион имени В. И. Ленина» Зрителей: 1767 Судья: Станислав Матвеев (Троицк) |
| СКА-Хабаровск: 13. Никита Чагров; 5. Алексей Шумских ; 27. Заурбек Плиев; 28. Андрей Семёнов; 11. Александр Клещенко; 21. Сергей Макаров; 57. Евгений Болотов 62' (17. Глеб Шильников 62'); 24. Михаил Мальцев 62' (31. Тимур Касимов 62'); 19. Никита Плотников 45' 80' (6. Юрий Завезён 80'); 23. Дмитрий Лаврищев 46' (7. Илья Сафронов 46'); 90. Максим Турищев 39' (3. Максим Швецов 39'); Запасные: 1. Вадим Аверкиев, 18. Владислав Тюрин, 10. Игорь Соколов, 97. Дамир Таликин, 48. Иван Сутугин, 44. Илья Кухарчук. Главный тренер: Денис Бояринцев |                   |                                                    |       |                                                                                        |

| 30 марта 2025 (воскресенье) 26 тур | Ротор | 0:1 (0:1)                                          | Родина          | Волгоград                                                               |
| 15:00 MSK |       | протокол матча (ФНЛ) запись матча видеообзор матча | Йорди Рейна 25′ | Стадион: «Волгоград Арена» Зрителей: 12816 Судья: Игорь Панин (Дмитров) |
| Ротор: 13. Никита Чагров; 27. Заурбек Плиев; 28. Андрей Семёнов 74'; 11. Александр Клещенко; 12. Дмитрий Прищепа; 17. Глеб Шильников 71' (48. Иван Сутугин 71'); 21. Сергей Макаров 64' (97. Дамир Таликин 64'); 57. Евгений Болотов 20'; 24. Михаил Мальцев 46' (18. Владислав Тюрин 46'); 31. Тимур Касимов 46' (90. Максим Турищев 46'); 23. Дмитрий Лаврищев 46' (9. Владислав Морозов 46'); Запасные: 1. Вадим Аверкиев, 3. Максим Швецов, 2. Кирилл Дудкин, 7. Илья Сафронов, 10. Игорь Соколов, 44. Илья Кухарчук, 63. Кирилл Дударин. Главный тренер: Денис Бояринцев |       |                                                    |                 |                                                                         |

| 6 апреля 2025 (воскресенье) 27 тур | Торпедо | 0:1 (0:0)                                          | Ротор              | Химки                                                                      |
| 17:00 MSK |         | протокол матча (ФНЛ) запись матча видеообзор матча | Михаил Мальцев 52′ | Стадион: «Арена Химки» Зрителей: 1148 Судья: Иван Сараев (Санкт-Петербург) |
| Ротор: 13. Никита Чагров 88'; 28. Андрей Семёнов; 11. Александр Клещенко; 3. Максим Швецов; 12. Дмитрий Прищепа 30'; 21. Сергей Макаров 84' (17. Глеб Шильников 84'); 7. Илья Сафронов 71' (27. Заурбек Плиев 71'); 24. Михаил Мальцев 52′ 70' (57. Евгений Болотов 70' 90'); 31. Тимур Касимов 71' (90. Максим Турищев 71'); 19. Никита Плотников; 44. Илья Кухарчук 60' (23. Дмитрий Лаврищев 60'); Запасные: 1. Вадим Аверкиев, 18. Владислав Тюрин, 10. Игорь Соколов, 97. Дамир Таликин, 48. Иван Сутугин. Главный тренер: Денис Бояринцев |         |                                                    |                    |                                                                            |

| 13 апреля 2025 (воскресенье) 28 тур | Черноморец        | 1:1 (0:1)                                          | Ротор             | Новороссийск                                                          |
| 15:00 MSK | Роман Акбашев 61′ | протокол матча (ФНЛ) запись матча видеообзор матча | Сергей Макаров 2′ | Стадион: «Центральный» Зрителей: 8463 Судья: Ярослав Хромей (Воронеж) |
| Ротор: 13. Никита Чагров; 27. Заурбек Плиев 52'; 28. Андрей Семёнов 6'; 11. Александр Клещенко; 3. Максим Швецов 70'; 12. Дмитрий Прищепа; 21. Сергей Макаров 2′ 79' (97. Дамир Таликин 79'); 57. Евгений Болотов 79' (90. Максим Турищев 79'); 24. Михаил Мальцев 71' (6. Юрий Завезён 71'); 19. Никита Плотников 90' (95. Артём Лутцев 90'); 44. Илья Кухарчук 71' (23. Дмитрий Лаврищев 71'); Запасные: 1. Вадим Аверкиев, 2. Кирилл Дудкин, 7. Илья Сафронов, 18. Владислав Тюрин, 31. Тимур Касимов, 48. Иван Сутугин. Главный тренер: Денис Бояринцев |                   |                                                    |                   |                                                                       |

| 20 апреля 2025 (воскресенье) 29 тур | Ротор                                  | 2:1 (2:0)                                          | Тюмень           | Волгоград                                                                       |
| 17:00 MSK | Андрей Семёнов 28′ · Илья Сафронов 42′ | протокол матча (ФНЛ) запись матча видеообзор матча | Денис Ткачук 83′ | Стадион: «Волгоград Арена» Зрителей: 14907 Судья: Александр Машлякевич (Москва) |
| Ротор: 13. Никита Чагров; 27. Заурбек Плиев; 28. Андрей Семёнов 28′; 11. Александр Клещенко; 3. Максим Швецов 68' 71' (17. Глеб Шильников 71'); 12. Дмитрий Прищепа; 21. Сергей Макаров 60' (24. Михаил Мальцев 60'); 7. Илья Сафронов 42′ 89' (5. Алексей Шумских 89'); 57. Евгений Болотов; 19. Никита Плотников 71' (6. Юрий Завезён 71'); 44. Илья Кухарчук 60' (90. Максим Турищев 60'); Запасные: 1. Вадим Аверкиев, 2. Кирилл Дудкин, 18. Владислав Тюрин, 10. Игорь Соколов, 97. Дамир Таликин, 23. Дмитрий Лаврищев, 9. Владислав Морозов. Главный тренер: Денис Бояринцев |                                        |                                                    |                  |                                                                                 |

| 27 апреля 2025 (воскресенье) 30 тур | Арсенал           | 1:1 (1:1)                                          | Ротор            | Тула                                                             |
| 17:00 MSK | Сергей Ткачёв 18′ | протокол матча (ФНЛ) запись матча видеообзор матча | Илья Сафронов 7′ | Стадион: «Арсенал» Зрителей: 1314 Судья: Владимир Фалов (Москва) |
| Ротор: 13. Никита Чагров; 27. Заурбек Плиев; 28. Андрей Семёнов; 12. Дмитрий Прищепа; 21. Сергей Макаров 73' (17. Глеб Шильников 73'); 7. Илья Сафронов 7′ 39' 48' ; 57. Евгений Болотов 59' 83' (10. Игорь Соколов 83'); 24. Михаил Мальцев 73' (6. Юрий Завезён 73'); 97. Дамир Таликин 62' (5. Алексей Шумских 62'); 19. Никита Плотников; 90. Максим Турищев 62' (44. Илья Кухарчук 62'); Запасные: 1. Вадим Аверкиев, 2. Кирилл Дудкин, 18. Владислав Тюрин, 23. Дмитрий Лаврищев. Главный тренер: Денис Бояринцев |                   |                                                    |                  |                                                                  |

| 4 мая 2025 (воскресенье) 31 тур | Ротор                                                                 | 3:0 (1:0)                                          | Енисей | Волгоград                                                                                |
| 17:00 MSK | Илья Кухарчук 8′ · Максим Турищев 62′ (пен.) · Александр Клещенко 69′ | протокол матча (ФНЛ) запись матча видеообзор матча |        | Стадион: «Волгоград Арена» Зрителей: 19027 Судья: Константин Аверьянов (Санкт-Петербург) |
| Ротор: 13. Никита Чагров; 5. Алексей Шумских 89'; 28. Андрей Семёнов; 11. Александр Клещенко 69′; 12. Дмитрий Прищепа; 21. Сергей Макаров; 57. Евгений Болотов 74' 78' (97. Дамир Таликин 78'); 18. Владислав Тюрин 64'(9. Владислав Морозов 64'); 24. Михаил Мальцев 64' (6. Юрий Завезён 64'); 19. Никита Плотников 26' 64' (17. Глеб Шильников 64'); 44. Илья Кухарчук 8′ 35' (90. Максим Турищев 62′ (пен.) 35'); Запасные: 1. Вадим Аверкиев, 27. Заурбек Плиев, 3. Максим Швецов, 2. Кирилл Дудкин, 10. Игорь Соколов, 48. Иван Сутугин, 23. Дмитрий Лаврищев Главный тренер: Денис Бояринцев |                                                                       |                                                    |        |                                                                                          |

| 11 мая 2025 (воскресенье) 32 тур | КАМАЗ | 0:4 (0:3)                                          | Ротор                                                                                   | Набережные Челны                                              |
| 18:00 MSK |       | протокол матча (ФНЛ) запись матча видеообзор матча | Александр Клещенко 19′ · Глеб Шильников 23′ · Максим Турищев 31′ · Дмитрий Лаврищев 93′ | Стадион: «КАМАЗ» Зрителей: 3109 Судья: Олег Соколов (Воронеж) |
| Ротор: 13. Никита Чагров; 5. Алексей Шумских; 11. Александр Клещенко 19′; 3. Максим Швецов; 12. Дмитрий Прищепа; 17. Глеб Шильников 23′ 83' (10. Игорь Соколов 83'); 21. Сергей Макаров 90'; 6. Юрий Завезён 63' (19. Никита Плотников 63'); 7. Илья Сафронов 62' (28. Андрей Семёнов 89' 62'); 97. Дамир Таликин 68' (24. Михаил Мальцев 68'); 90. Максим Турищев 31′ 63' (23. Дмитрий Лаврищев 93′ 63'); Запасные: 1. Вадим Аверкиев, 27. Заурбек Плиев, 2. Кирилл Дудкин, 18. Владислав Тюрин, 48. Иван Сутугин Главный тренер: Денис Бояринцев |       |                                                    |                                                                                         |                                                               |

| 17 мая 2025 (суббота) 33 тур | Чайка                | 1:0 (1:0)                                          | Ротор | Песчанокопское                                                                                    |
| 19:00 MSK | Станислав Библик 12′ | протокол матча (ФНЛ) запись матча видеообзор матча |       | Стадион: «Центральный стадион имени И. П. Чайки» Зрителей: 1277 Судья: Алексей Лапатухин (Москва) |
| Ротор: 13. Никита Чагров; 27. Заурбек Плиев 34' (7. Илья Сафронов 34'); 28. Андрей Семёнов; 11. Александр Клещенко 23' (5. Алексей Шумских 23'); 3. Максим Швецов; 12. Дмитрий Прищепа; 17. Глеб Шильников; 57. Евгений Болотов 65' (97. Дамир Таликин 65'); 24. Михаил Мальцев 46' (23. Дмитрий Лаврищев 46'); 19. Никита Плотников 65' (21. Сергей Макаров 65'); 90. Максим Турищев Запасные: 1. Вадим Аверкиев, 6. Юрий Завезён, 18. Владислав Тюрин, 10. Игорь Соколов, 48. Иван Сутугин, 44. Илья Кухарчук Главный тренер: Денис Бояринцев |                      |                                                    |       |                                                                                                   |

| 24 мая 2025 (суббота) 34 тур | Ротор | 0:2 (0:0)                                          | Уфа                      | Волгоград                                                               |
| 13:00 MSK |       | протокол матча (ФНЛ) запись матча видеообзор матча | Гыстаров 69′ · Адаев 86′ | Стадион: «Волгоград Арена» Зрителей: 19126 Судья: Антон Фролов (Москва) |
| Ротор: 13. Никита Чагров; 5. Алексей Шумских 83' ; 28. Андрей Семёнов; 3. Максим Швецов; 12. Дмитрий Прищепа; 21. Сергей Макаров 59' (17. Глеб Шильников 59'); 7. Илья Сафронов 77' (48. Иван Сутугин 77'); 57. Евгений Болотов 30' 69' (97. Дамир Таликин 69'); 24. Михаил Мальцев 59' (44. Илья Кухарчук 59'); 90. Максим Турищев 59' (23. Дмитрий Лаврищев 59'); 19. Никита Плотников Запасные: 16. Батыр Умиров, 27. Заурбек Плиев, 6. Юрий Завезён, 18. Владислав Тюрин, 10. Игорь Соколов Главный тренер: Денис Бояринцев |       |                                                    |                          |                                                                         |

## Кубок России

### Статистика в Кубке России
По состоянию на 26 мая 2025 года
| Позиция      | №  | Игрок             | Гражданство | Дата рождения    | Матчи | Голы | Ассисты | ЖК | КК | Минуты |
| ------------ | -- | ----------------- | ----------- | ---------------- | ----- | ---- | ------- | -- | -- | ------ |
| Вратарь      | 1  | Вадим Аверкиев    | Россия      | 1 июня 1997      | 1     | 0    | 0       | 0  | 0  | 90     |
| Защитник     | 2  | Кирилл Дудкин     | Россия      | 11 июня 2003     | 1     | 0    | 0       | 0  | 0  | 90     |
| Защитник     | 3  | Максим Швецов     | Беларусь    | 2 апреля 1998    | 1     | 0    | 0       | 0  | 0  | 90     |
| Защитник     | 5  | Алексей Шумских   | Россия      | 1 июля 1990      | 1     | 0    | 0       | 0  | 0  | 90     |
| Защитник     | 28 | Андрей Семёнов    | Россия      | 8 июня 1992      | 1     | 0    | 0       | 0  | 0  | 90     |
| Полузащитник | 57 | Евгений Болотов   | Россия      | 4 июня 2001      | 1     | 0    | 0       | 0  | 0  | 90     |
| Полузащитник | 6  | Юрий Завезён      | Россия      | 28 января 1996   | 1     | 0    | 0       | 0  | 0  | 63     |
| Полузащитник | 7  | Даниил Камлашев   | Россия      | 11 сентября 2002 | 1     | 0    | 0       | 0  | 0  | 45     |
| Полузащитник | 8  | Иван Пяткин       | Россия      | 24 февраля 2004  | 1     | 0    | 0       | 0  | 0  | 45     |
| Полузащитник | 10 | Игорь Соколов     | Россия      | 13 мая 2002      | 1     | 0    | 0       | 0  | 0  | 45     |
| Полузащитник | 18 | Владислав Тюрин   | Россия      | 18 апреля 2000   | 1     | 0    | 0       | 0  | 0  | 45     |
| Полузащитник | 31 | Тимур Касимов     | Россия      | 12 декабря 2002  | 1     | 0    | 0       | 0  | 0  | 45     |
| Полузащитник | 97 | Дамир Таликин     | Россия      | 17 февраля 2000  | 1     | 0    | 0       | 0  | 0  | 27     |
| Полузащитник | 44 | Илья Кухарчук     | Россия      | 2 августа 1990   | 1     | 0    | 0       | 0  | 0  | 19     |
| Нападающий   | 63 | Михаил Агеев      | Россия      | 22 апреля 2000   | 1     | 1    | 0       | 0  | 0  | 71     |
| Нападающий   | 9  | Владислав Морозов | Россия      | 30 июля 2001     | 1     | 0    | 1       | 0  | 0  | 45     |

### Матчи
| 24 сентября 2024 (вторник) Путь регионов, 2-й раунд | Волга                  | 1:1 (1:0) (4:3 пен.)                  | Ротор            | Ульяновск                                                                               |
| 19:30 MSK | Дмитрий Каменщиков 26′ | протокол матча (РФС) видеообзор матча | Михаил Агеев 56′ | Стадион: «Стадион «Труд» им. Льва Яшина» Зрителей: 2455 Судья: Ярослав Хромей (Воронеж) |
| Ротор: 1. Вадим Аверкиев; 5. Алексей Шумских; 28. Андрей Семёнов; 3. Максим Швецов; 2. Кирилл Дудкин; 57. Евгений Болотов; 6. Юрий Завезён 63' (97. Дамир Таликин 63'); 7. Даниил Камлашев 46' (31. Тимур Касимов 46'); 10. Игорь Соколов 46' (18. Владислав Тюрин 46'); 8. Иван Пяткин 46' (9. Владислав Морозов 46'); 63. Михаил Агеев 56′ 72' (44. Илья Кухарчук 72'). Запасные: 13. Никита Чагров, 95. Артём Лутцев. Главный тренер: Денис Бояринцев |                        |                                       |                  |                                                                                         |